# Rezzo
Rezzo (en ligur Rèssu) és un comune italià, situat a la regió de la Ligúria i a la província d'Imperia. El 2015 tenia 366 habitants.

## Geografia
Té una superfície de 37,37 km² i les frazioni de Cenova, Lavina, San Bernardo. Limita amb Aurigo, Borgomaro, Carpasio, Molini di Triora, Montegrosso Pian Latte, Pieve di Teco i Pornassio.

## Evolució demogràfica
| Gràfica d'evolució de Rezzo entre 1861 i 2011 |
|                                               |
| Font: ISTAT                                   |